# 小針 (新潟市)
小針 （こばり）は、新潟県新潟市西区の町字。現行行政地名は小針一丁目から小針八丁目。住居表示実施済み区域。郵便番号は950-2022。

## 概要
1914年（大正3年）から1984年（昭和59年）大字で、江戸時代から1889年（明治22年）まであった小針村古新田の区域の一部。1914年（大正3年）に大字小針村古新田が改称して成立し、1984年（昭和59年）に住居表示が行われ、同名の町丁となった。
信濃川支流西川左岸に位置し、地名の「針」は「墾（はり）」のことで開墾地を表す古語。

### 隣接する町字
北から東回り順に、以下の町字と隣接する。
- 小針藤山
- 青山水道
- 青山
- 東青山
- 平島
- 坂井東
- 寺尾前通
- 小針南
- 小針南台

※ 西川を挟んで小新と隣接。

## 歴史

### 編入した町字
1889年（明治22年）以後に、以下の町字を編入。
市左ェ門（いちざえもん）
1889年（明治22年）から1953年（昭和28年）の大字。及びから現在の町名。信濃川支流西川の左岸低平地に位置する。
もとは江戸時代から1889年（明治22年）まであった市左衛門郷屋村外新田の区域の一部で、地名は開発者の名前に由来するとされる。
1889年（明治22年）から大字市左衛門郷屋村外新田と称したが、1914年（大正3年）5月12日に市左ェ門に改称した。

### 分立した町字
1889年（明治22年）以後に、以下の町字が分立。
小針上山 (こばりかみやま)
1977年（昭和52年）に分立した町字。もとは小針と青山の一部で、地名は旧字名である青山字上山による。
小針藤山 (こばりふじやま)
1977年（昭和52年）に分立した町字。もとは小針の一部で、地名は旧字名の藤山による。

### 年表
- 1889年（明治22年）4月1日 : 合併により下坂井輪村の大字小針村古新田となる。
- 1901年（明治34年）11月1日 : 合併により坂井輪村大字となる。
- 1914年（大正3年）5月12日 : 大字小針村古新田から大字小針に改称する[7]。
- 1953年（昭和28年） : 大字市左ェ門を編入。
- 1954年（昭和29年）11月1日 : 合併により新潟市の大字となる。
- 1984年（昭和59年） : 住居表示が行われ町丁となる。
- 2007年（平成19年）4月1日 : 新潟市の政令指定都市移行により、西区の町丁となる。

## 世帯数と人口
2018年（平成30年）1月31日現在の世帯数と人口は以下の通りである。
| 丁目       | 世帯数    | 人口     |
| ---------- | --------- | -------- |
| 小針一丁目 | 853世帯   | 2,018人  |
| 小針二丁目 | 689世帯   | 1,539人  |
| 小針三丁目 | 312世帯   | 844人    |
| 小針四丁目 | 689世帯   | 1,730人  |
| 小針五丁目 | 404世帯   | 960人    |
| 小針六丁目 | 913世帯   | 2,025人  |
| 小針七丁目 | 213世帯   | 509人    |
| 小針八丁目 | 273世帯   | 625人    |
| 計         | 4,346世帯 | 10,250人 |

## 小・中学校の学区
市立小・中学校に通う場合、学区は以下の通りとなる。
| 丁目       | 番地                                      | 小学校               | 中学校             |
| ---------- | ----------------------------------------- | -------------------- | ------------------ |
| 小針一丁目 | 1～10番 11番1～51号 11番55～68号 12～46番 | 新潟市立小針小学校   | 新潟市立小針中学校 |
| 小針一丁目 | 11番53〜54号 11番69〜70号                 | 新潟市立東青山小学校 | 新潟市立小針中学校 |
| 小針二丁目 | 1番1～13号                                | 新潟市立東青山小学校 | 新潟市立小針中学校 |
| 小針二丁目 | 2～42番                                   | 新潟市立小針小学校   | 新潟市立小針中学校 |
| 小針三丁目 | 全域                                      | 新潟市立小針小学校   | 新潟市立小針中学校 |
| 小針四丁目 | 全域                                      | 新潟市立小針小学校   | 新潟市立小針中学校 |
| 小針五丁目 | 全域                                      | 新潟市立小針小学校   | 新潟市立小針中学校 |
| 小針六丁目 | 全域                                      | 新潟市立坂井輪小学校 | 新潟市立小新中学校 |
| 小針七丁目 | 全域                                      | 新潟市立坂井輪小学校 | 新潟市立小新中学校 |
| 小針八丁目 | 全域                                      | 新潟市立坂井輪小学校 | 新潟市立小新中学校 |

## 主な企業・施設
- 新潟市立小針小学校
- 新潟市立小針中学校
- 新潟市小針野球場
- 新潟県厚生農業協同組合連合会 新潟医療センター

## 交通

### 道路
- 新潟県道16号新潟亀田内野線